# 维尼艾什
维尼艾什，是葡萄牙布拉干萨区的一个市镇。总面积694.9平方公里，总人口10,051。
维尼艾什包含35个堂区。